# إيزياه كاري
إيزياه كاري (بالإنجليزية: Isiah Carey)‏ هو صحفي أمريكي، ولد في 17 أكتوبر 1970 في باتون روج في الولايات المتحدة.